# Alter Kämpfer
Alter Kämpfer (allemand pour « ancien combattant » ; pluriel : Alte Kämpfer) est un terme faisant référence aux premiers membres du parti nazi, c'est-à-dire à ceux qui l'ont rejoint avant les élections du Reichstag de 1930, dont beaucoup appartenaient au parti dès sa première fondation en 1919-1923.

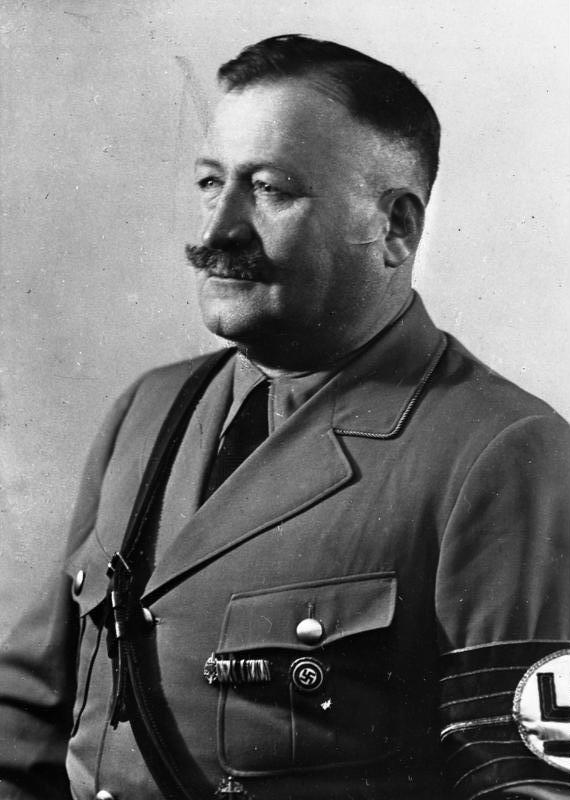
Christian Weber en 1934.

Le terme est institué en octobre 1933 pour les membres du parti avec un numéro de carte inférieur à 300 000 et ceux de la SA ou de la SS enregistrés avant janvier 1933. En 1938 le terme est élargi aux anciens membres des partis tchèques Deutsche Nationalsozialistische Arbeiterpartei et Sudetendeutsche Partei ainsi qu'à ceux du national-socialisme autrichien.
Ceux qui ont rejoint le parti après la percée électorale de septembre 1930 étaient appelés par les Alte Kämpfer les Septemberlings (« septembriots »), tandis que ceux qui ont rejoint le parti après la prise de pouvoir le 30 janvier 1933 étaient connus sous le nom de Märzveilchen (« violette de mars »). En tant que « Vieille Garde » du parti et ayant été des membres dévoués au mouvement nazi pendant sa  « période de lutte » (Kampfzeit) en 1925-1933, ils se distinguent des nouveaux membres qui se sont joints à eux en 1933 et plus tard, souvent pour des raisons opportunistes. Un certain nombre de récompenses et insignes spéciaux leur ont été délivrés : 
- le chevron d'honneur de la Vieille Garde, décerné à ceux qui avaient adhéré au parti ou à ses organisations affiliées avant le 30 janvier 1933 ;
- l'insigne d'honneur en or, décerné aux 100 000 premiers membres du parti ;
- les membres les plus âgés, ceux qui avaient participé au putsch de la brasserie de 1923, furent décorés de l'Ordre du sang.

Ceux qui appartenaient à l'Alte Kämpfer ont bénéficié d'autres d'avantages du fait de leur statut. Une fois que les nazis ont pris le pouvoir, ils ont été privilégiés pour certains emplois et des promotions. Beaucoup ont reçu des emplois prestigieux dans des opéras, des bâtiments gouvernementaux et des universités du Troisième Reich. Beaucoup ont atteint un statut élevé, comme Christian Weber, un ancien videur devenu général SS (Brigadeführer).
La propagande nazie les a glorifiés comme une petite poignée de combattants qui n'avaient presque aucune chance de gagner. 
Après la guerre ils font partie des groupes à soumettre à la dénazification.